# 亞納科查湖 (廷亞瓦爾科區)
10°45′50″S 76°13′10″W / 10.76389°S 76.21944°W
亞納科查湖（Yanaqucha），是秘魯的湖泊，位於該國中部帕斯科大區，由帕斯科省的廷亞瓦爾科區負責管轄，該湖泊處於塞羅德帕斯科東南面。